# Андийский округ
Андийский округ — административная единица в составе Дагестанской области и Дагестанской АССР, существовавшая в 1861—1928 годах. Центр — село Ботлих.

## История
Андийский округ в составе Дагестанской области был образован в 1861 году из присоединённых к России в 1858—1859 годах аваро-андо-цезских обществ: Анди, Бактли, Дидо, Асахо, Карата, Багулал, Цунта-Ахвах, Технуцаль, Тинди, Хварши, Чамалал и Ункратль. Причем, общества: Ункратль, Чамалал, Технуцаль, Анди и Гумбет (Бактли) были переданы в 1861 г. из состава Ичкерийского округа, а остальная часть округа составилась из Тиндальского и Хваршинского наибств Бежтинского округа. В 1921 году Андийский округ вошёл в состав Дагестанской АССР. В декабре 1926 года южная часть округа была выделена в отдельный Эчединский район. В ноябре 1928 года в Дагестанской АССР было введено кантонное деление и все округа были упразднены. На территории бывшего округа был создан Ботлихский район, Гумбетовский подрайон и Ахвахский район; 3 сельсовета (Асабский, Тлянобский и Цекобский) переданы во вновь образованный Кахибский район.

## Население
По данным переписи 1897 года в округе проживало 49,6 тыс. чел. В том числе аваро-андо-цезские народы — 98 %; чеченцы — 1,4 %. В селе Ботлих проживало 1225 чел.

## Административное деление
В 1895 году в уезде было 7 наибств: Андийское (с. Анди), Гумбетовское (с. Мехельта), Дидойское (с. Кидеро), Каратинское (с. Карата), Технуцальское (с. Ботлих), Тиндальское (с. Тинди), Ункратль-Чамаляльское (с. Гаквари).
В 1899 г. наибства были ликвидированы и вместо них образованы 3 участка: Гумбетовский, Каратино-Технуцальский и Ункратль-Дидоевский.
После революции был разделен на 61 сельсовет.